# Lormes
Lormes ist eine französische Gemeinde mit 1.259 Einwohnern (Stand 1. Januar 2022) im  Département Nièvre in der Region Bourgogne-Franche-Comté. Sie gehört zum Arrondissement Château-Chinon (Ville) und zum Kanton Corbigny.

## Geografie
Die Kleinstadt Lormes liegt im westlichen Morvan, 33 Kilometer südöstlich von Clamecy. In Lormes entspringt der Fluss Auxois, im nordöstlichen Gemeindegebiet die Brinjame.

## Geschichte
Der Ort hieß vor einigen Jahrzehnten noch Lorme; er führte den Namen auf die Ulme (frz. l’orme) zurück, deshalb auch die Ulme im Wappen. Er lag an der Römerstraße von Autun nach Orléans, Reste einer römischen Villa sind vorhanden und dennoch wird sein Ursprung auf das 5. Jahrhundert datiert. In einem Dokument aus dem Jahr 1085 wurde die Siedlung als Lorma bezeichnet. Der erste Herr von Lorme war Séguin, Seguinus ab Ulmo, der gegen Ende des 11. Jahrhunderts lebte.

## Bevölkerungsentwicklung

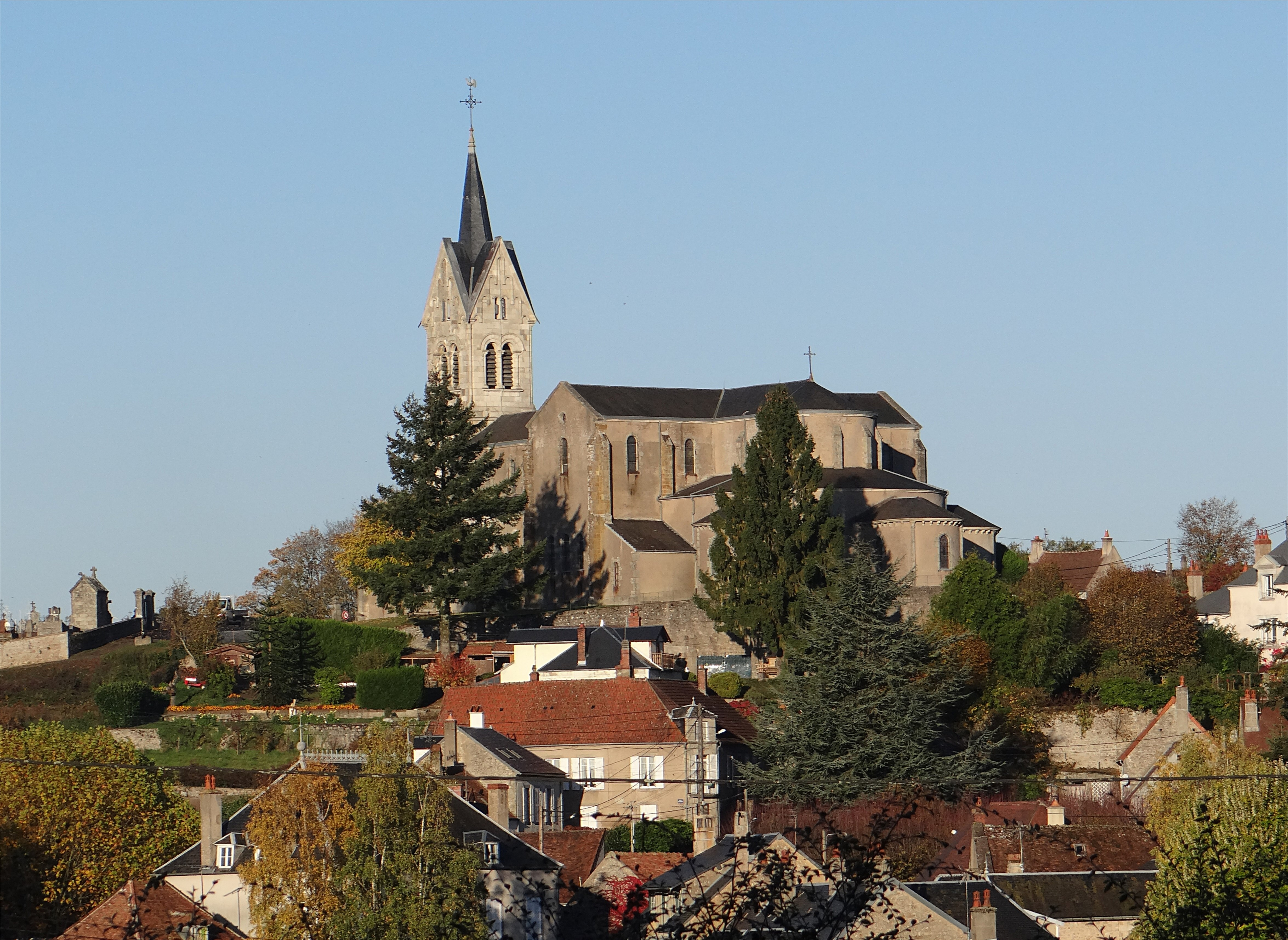
Kirche Saint-Alban

| Jahr                       | 1962 | 1968 | 1975 | 1982 | 1990 | 1999 | 2013 | 2019 |
| Einwohner                  | 1529 | 1610 | 1558 | 1559 | 1464 | 1398 | 1325 | 1267 |
| Quellen: Cassini und INSEE |      |      |      |      |      |      |      |      |

## Persönlichkeiten
- Robert Giscos (* 1940), Radrennfahrer
- Daniel Vaillant (* 1949), Politiker

## Gemeindepartnerschaft
- Ulmen (Rheinland-Pfalz), seit 1996